# Hortus Cliffortianus
Hortus Cliffortianus foi uma obra publicada por Lineu, em Amesterdão, no ano de 1737, e escrita em latim. É importante numa perspectiva de interpretação da sua obra posterior, Species Plantarum, do ano de 1753. O nome do livro faz referência a uma jardim, com elementos zoológicos e botânicos, propriedade de George Clifford. Lineu permaneceu lá durante 2 anos e só no espaço de uma ano produziu quase 2 mil página sobre este centro. As condições oferecidas ao autor era boas para o desempenho das suas funções. Durante o mesmo ano, Lineu publicou ainda as seguintes obras: Critica Botanica, Flora Lapponica e Genera Plantarum.
O trabalho consistia em descrever todos o material vegetal do jardim, nomeando-os e classificando-os.
A obra possui ilustrações de Georg Ehret, e o frontispício da obra foi da autoria de J. Wandelaar.
Actualmente, o espaço onde Lineu trabalhou, é agora um hospital para doentes mentais.